# شهرستان چیرا
شهرستان چیرا (به اویغوری: چىرا ناھىيىسى) و یا شهرستان تسِله (به چینی: 策勒县، به پین‌یین: Cèlè Xiàn) یک شهرستان در چین است که در ولایت ختن واقع شده‌است.

## جمعیت
| ترکیب قومیتی شهرستان چیرا | ترکیب قومیتی شهرستان چیرا | ترکیب قومیتی شهرستان چیرا | ترکیب قومیتی شهرستان چیرا | ترکیب قومیتی شهرستان چیرا |
| ------------------------- | ------------------------- | ------------------------- | ------------------------- | ------------------------- |
| قومیت                     | قومیت                     |                           | درصد                      | درصد                      |
| اویغور                    | اویغور                    |                           | ۹۸٫۲٪                     | ۹۸٫۲٪                     |
| هان                       | هان                       |                           | ۱٫۷٪                      | ۱٫۷٪                      |
| سایر                      | سایر                      |                           | ۰٫۱٪                      | ۰٫۱٪                      |
| منبع سرشماری جمعیت :      |                           |                           |                           |                           |

## تاریخچه
بین سال‌های ۱۸۸۳ میلادی و ۱۹۱۳ میلادی، تحت حاکمیت دودمان چینگ، «ولایت ختن» برای اولین بار تاسیس شد. منطقهٔ چیرا در این ولایت قرار داشت.
در سال ۱۹۱۳ میلادی، با تاسیس جمهوری چین (۱۹۴۹–۱۹۱۲)، این ولایت منحل شده. ۱۲ شهرستان با هم یکی شده و ولایت کاشغر را تاسیس کردند. ۴ تا از این ۱۲شهرستان، شامل اراضی تشکیل دهندهٔ ولایت ختن امروزی هستند، منجمله شهرستان کرییه که در آن زمان اراضی چیرا را نیز شامل می شد.
در سال ۱۹۲۰ میلادی، ولایت ختن، شامل ۶ شهرستان ختن، کرییه، گوما، لوپ، قره‌قاش، و کارگیلیک تاسیس شد.
در سال ۱۹۲۹ میلادی، با جدا شدن از شهرستان کرییه، شهرستان چیرا در ولایت ختن تاسیس شد.
در سالهای ۱۹۳۳ و ۱۹۳۴ میلادی، در منطقهٔ کاشغر که در آن زمان شامل ولایت خودمختار قزل‌سو قرقیز نیز می‌شد، در طی شورشی علیه حکومت استانی وفادار به جمهوری چین، کشور جدیدی به طول دو سال با نام جمهوری اسلامی ترکستان شرقی اعلام شده بود. در منطقهٔ ختن نیز، کشوری با نام «امارت اسلامی ختن» اعلام شد.
بین سال‌های ۱۹۳۴ تا ۱۹۳۷ میلادی، منطقهٔ ختن تحت سلطهٔ جنگ‌سالاران هوئی (مسلمانان چینی‌تبار) بود، در حکومتی که اصطلاحا با نام «دونگانستان» از آن یاد می شود. (در منابع روسی، هوئی‌ها را دونگان می نامند)
بین سالهای ۱۹۵۴ و ۱۹۵۶ میلادی، «ولایت خودمختار جنوب سین‌کیانگ» (مشابه ولایت خودمختار ایلی قزاق) با تحت مدیریت داشتن ولایات کاشغر، یارکند، آق‌سو، ختن، و ولایت خودمختار قزل‌سو قرقیز ایجاد شد.
در فوریه سال ۲۰۱۶، با جدایی از اراضی تحت مدیریت شهرستان‌های قره‌قاش، گوما، و چیرا، شهر قروم‌قاش/کونیو به عنوان شهر وابسته به بینگتوان و «شهر تابع مستقیم منطقه خودمختار» تاسیس شده، از تابعیت ولایت ختن در آمده، و مستقیما در تابعیت اداری منطقه خودمختار سین‌کیانگ قرار گرفت.
در ژانویه سال ۲۰۱۸، اراضی جدیدی از شهرستان کرییه جدا شده و ضمیمهٔ شهر قروم‌قاش شدند.
در دسامبر سال ۲۰۱۹، اراضی جدیدی به مساحت ۱۰۳۹ کیلومتر مربع از شهرستان‌های قره‌قاش، گوما، چیرا، و کرییه جدا شده و ضمیمهٔ شهر قروم‌قاش شدند.

## تقسیمات اداری
شهرستان چیرا متشکل از ۲ شهرک و ۶ قصبه است.
- شهرک چیرا (به اویغوری: چىرا بازىرى)(به چینی:‌ 策勒镇، به پین‌یین: Cèlè Zhèn)
- شهرک گولاخما (به اویغوری: گۇلاخما بازىرى)(به چینی:‌ 固拉合玛镇، به پین‌یین: Gùlāhémǎ Zhèn)
- قصبه چیرا (به اویغوری: چىرا  يېزىسى)(به چینی:‌ 策勒乡، به پین‌یین: Cèlè Xiāng)
- قصبه دامیکو (به اویغوری: دامىكۇ يېزىسى)(به چینی:‌ 达玛沟乡، به پین‌یین: Dámǎgōu Xiāng)
- قصبه چاقا (به اویغوری: چاقا يېزىسى)(به چینی:‌ 恰哈乡، به پین‌یین: Qiàhā Xiāng)
- قصبه اولوغ‌سای (به اویغوری: ئۇلۇغساي يېزىسى)(به چینی:‌ 乌鲁克萨依乡، به پین‌یین: Wūlǔkèsàyī Xiāng)
- قصبه نوری (به اویغوری: نۇرى يېزىسى)(به چینی:‌ 奴尔乡، به پین‌یین: Nú'ěr Xiāng)
- قصبه بوستان (به اویغوری: بوستان يېزىسى)(به چینی:‌ 博斯坦乡، به پین‌یین: Bósītǎn Xiāng)